# Freddie Morgan
Freddie Morgan, właśc. Frederick Hilton Morgan (ur. 30 czerwca 1893 w Johannesburgu, zm. 29 lipca 1980 w Bulawayo) – południowoafrykański strzelec sportowy specjalizujący się w konkurencjach karabinowych. Srebrny medalista olimpijski z Antwerpii.
Zawody w 1920 były jego jedynymi igrzyskami olimpijskimi. Zdobył tytuł wicemistrza olimpijskiego w strzelaniu z karabinu wojskowego z 600 metrów leżąc. Ponadto startował w jednej konkurencji indywidualnej i pięciu drużynowych.